# Агнес фон Изенбург-Лимбург
Агнес фон Изенбург-Лимбург (на немски: Agnes von Isenburg-Limburg; * ок. 1253, Лимбург на Лан; † 1319) от род Изенберг-Лимбург, е чрез женитба господарка на замък Рункел, Вестербург и Шаумбург.

## Произход
Тя е дъщеря на Герлах I фон Лимбург-Щаден († сл. 1289) и съпругата му Имагина фон Близкастел († 1267), дъщеря на граф Хайнрих фон Близкастел († 1237) и Агнес фон Сайн († 1259), наследничка на брат си Хайнрих III фон Сайн († 1247), дъщеря на граф Хайнрих II фон Сайн († 1203) и Агнес фон Зафенберг († 1201).
Нейната сестра Имагина († 1318) е омъжена ок. 1270 г. за граф Адолф от Насау (1250 – 1298) и става римско-немска кралица от 1292 до 1298 г.

## Фамилия
Агнес фон Изенбург се омъжва пр. 1 юли 1267 г. за Хайнрих I фон Вестербург († 5 юни 1288) от фамилията Дом Рункел, син на Зигфрид IV фон Рункел († 1266), господар на Вестербург, и съпругата му, дъщеря на граф Герхард I фон Диц. Хайнрих е убит на 5 юни 1288 г. в битката при Воринген. Те имат десет деца:
- Зигфрид II фон Вестербург (* ок. 1279; † 3 февруари 1315), господар на Вестербург във Вестервалд, женен за Аделхайд фон Бургзолмс († 9 юли 1332)
- Хайнрих фон Шаумбург († пр. 1308), каноник в Св. Георг в Лимбург
- Райнхард фон Вестербург († 1345), каноник в Утрехт, Бон и Майнц, приор в Мокщат
- Вилихо фон Вестербург († 1337, абат на Спонхайм
- Йоханес фон Вестербург († 1342), домхер в Утрехт
- Имагина († 1296/† сл. 17 август 1308), сгодена на 9 май 1290 г. за Валрам фон граф на Юлих, господар на Бергхайм († 1309/1312), син на граф Валрам фон Юлих-Бергхайм († 1271) и Мехтхилд фон Мюленарк († сл. 1254)
- Агнес фон Вестербург († 1339), омъжена I. за граф Хайнрих I фон Спонхайм-Кройцнах-Боланден († 1310), II. пр. 1310 г. за граф Рупрехт III фон Вирнебург († 1352/1355)
- дъщеря фон Вестербург († сл. 1291)
- Елизабет фон Вестербург († 1330), канониса в Есен
- Катарина фон Вестербург († 1336), канониса в Шварцрайндорф